# Siarkańska Grań

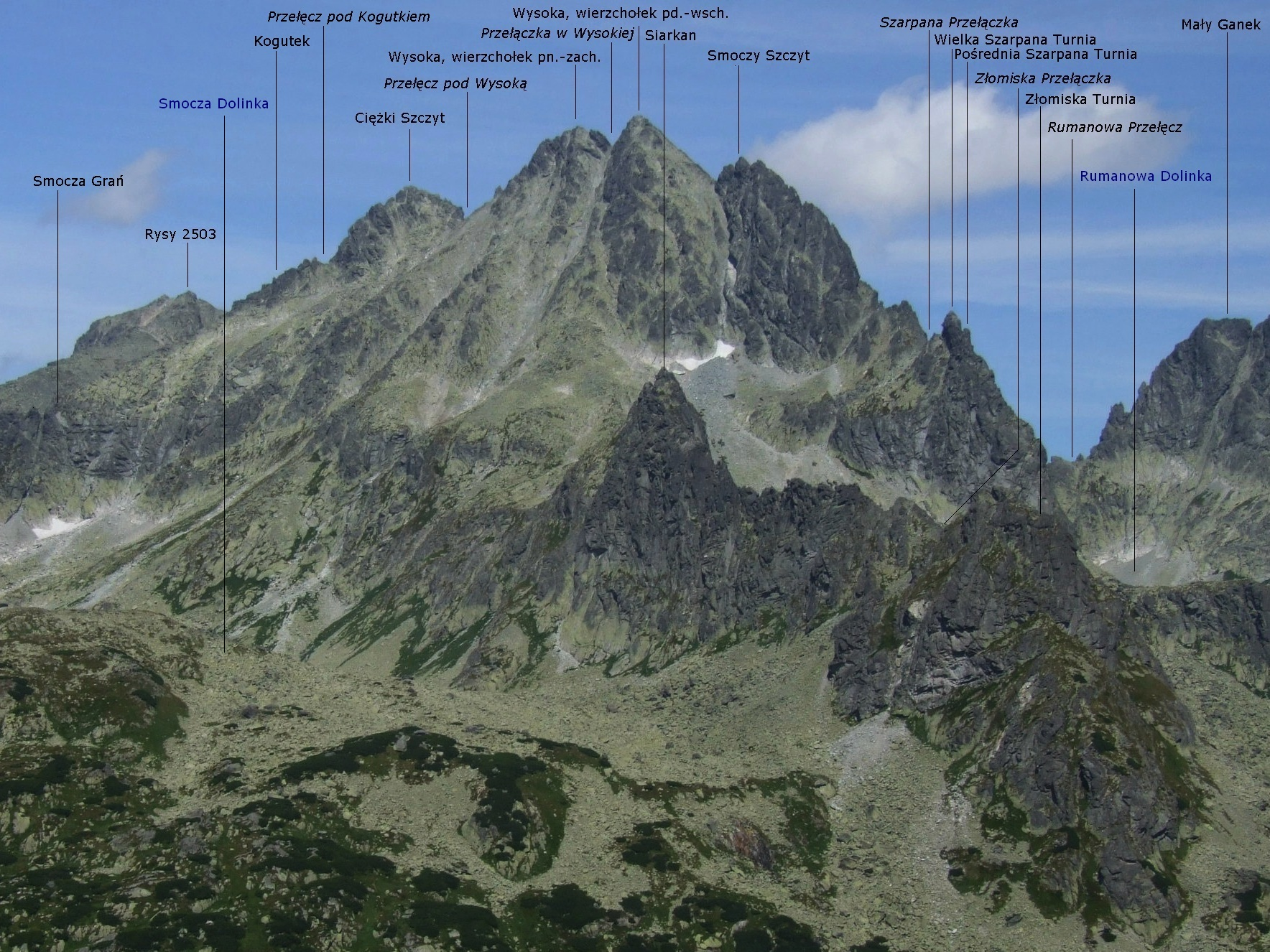
Widok z podejścia na Przełęcz pod Osterwą

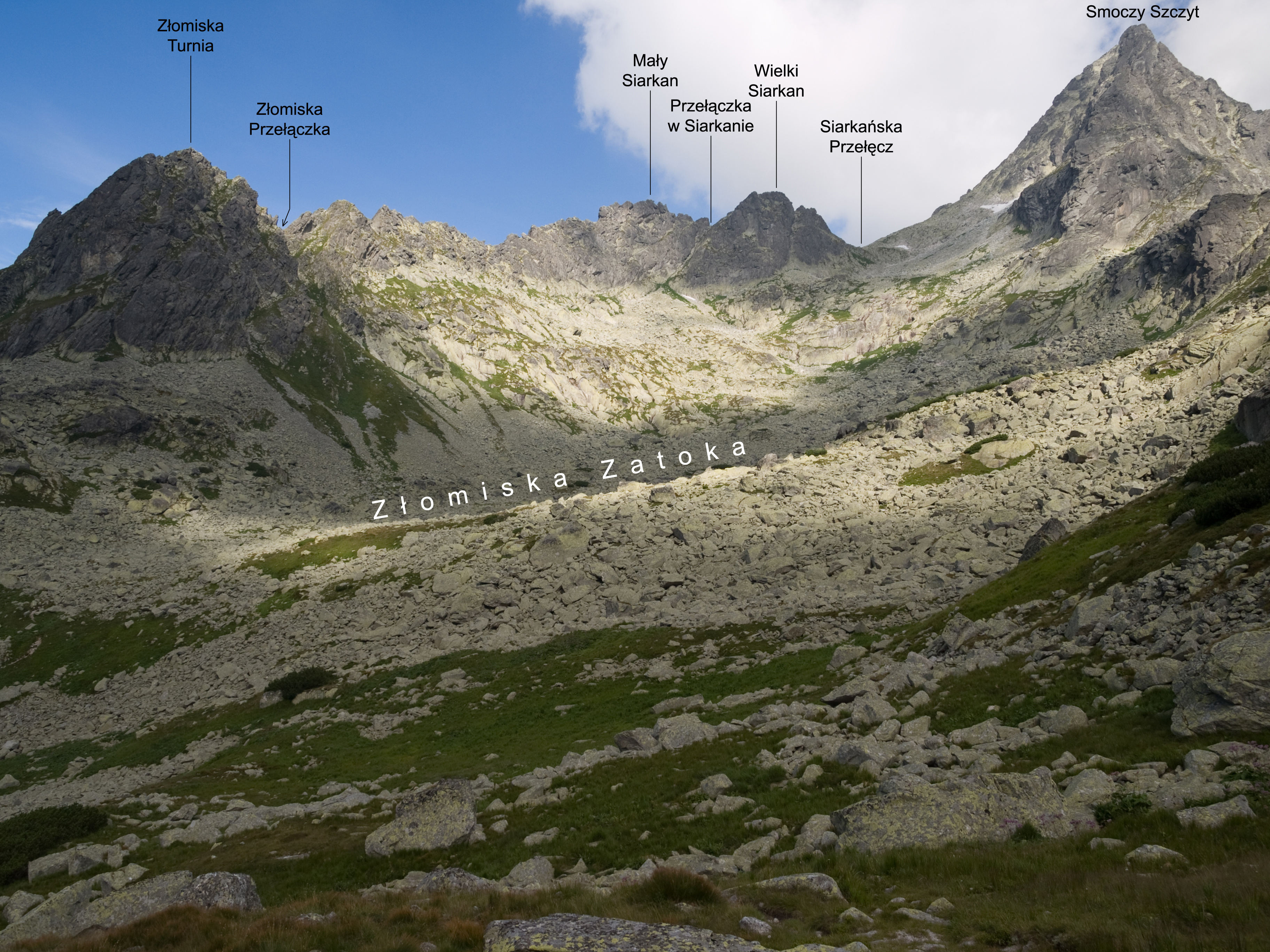
Siarkańska Grań

Siarkańska Grań, czyli południowa boczna grań Wysokiej (słow. J vedľajší hrebeň Vysokej lub  Dračí hrebeň, niem. Drachenseegrat, węg. Sárkány-tavi-gerinc) – boczna, odchodząca w południowym kierunku grań Wysokiej w słowackich Tatrach Wysokich. Oddziela ona Dolinkę Smoczą od Złomiskiej Zatoki (odgałęzienie Doliny Złomisk). W kierunku od Wysokiej na południe w grani tej wyróżnia się następujące obiekty:
- Siarkańska Przełęcz (Dračie sedlo),
- Siarkan (Dračia hlava):
  - Wielki Siarkan (Veľká Dračia hlava) 2260 m,
  - Przełączka w Siarkanie (Štrbina Dračej hlavy) ~2250 m,
  - Mały Siarkan (Malá Dračia hlava),
- Złomiska Przełączka (Zlomisková bránka),
- Złomiska Turnia (Zlomisková veža).